# توني توماس
توني توماس (بالإنجليزية: Tony Thomas)‏ (12 يوليو 1971 بليفربول في المملكة المتحدة - ) هو لاعب كرة قدم بريطاني في مركز الدفاع. لعب مع نادي إيفرتون ونادي ترانمير روفرز لكرة القدم ونادي ماذرويل.

## وصلات خارجية
- توني توماس على موقع قاعدة بيانات كرة القدم.إي يو (الإنجليزية)
- توني توماس على موقع Soccerbase.com (لاعب) (الإنجليزية)
- توني توماس على موقع عالم كرة القدم.نت (الإنجليزية)